# Saint-Cyr-du-Gault
Saint-Cyr-du-Gault település Franciaországban, Loir-et-Cher megyében. Lakosainak száma 174 fő (2022. január 1.). Saint-Cyr-du-Gault Morand, Saint-Nicolas-des-Motets, Saunay, Françay, Gombergean, Saint-Étienne-des-Guérets, Saint-Gourgon és Villeporcher községekkel határos.

## Népesség
A település népessége az elmúlt években az alábbi módon változott:
| Lakosok száma | 314  | 247  | 208  | 184  | 176  | 176  | 174  | 175  | 175  | 174  |
|               | 1968 | 1982 | 1990 | 2006 | 2013 | 2015 | 2017 | 2019 | 2020 | 2022 |